# 17 Fois Cécile Cassard
Pour plus de détails, voir Fiche technique et Distribution.
17 Fois Cécile Cassard est un film français réalisé par Christophe Honoré, sorti en France en 2002. Il s'agit du premier long métrage de ce réalisateur.

## Synopsis
Le film met en scène dix-sept moments de la vie d'une femme. Ce récit, en apparence décousu, retrace la capacité de vivre et les choix d'une femme confrontée à un deuil insupportable. L'expérience du deuil et de la séparation, l'errance et les rencontres se mêlent pour permettre au personnage de vivre à nouveau, grâce à des choix inattendus.

## Fiche technique
- Titre : 17 Fois Cécile Cassard
- Réalisation : Christophe Honoré
- Scénario : Christophe Honoré
- Musique : Alex Beaupain, Lily Margot, Divers
- Production : Sépia production/philippe Jacquier ARP Sélection, Fox Pathé Europa
- Genre : drame
- Directeur de la photographie : Rémy Chevrin
- Format : couleur 35 mm
- Durée : 1h45 minutes
- Date de sortie : 10 juillet 2002 ( France)

## Distribution
- Béatrice Dalle : Cécile
- Romain Duris : Mathieu
- Jeanne Balibar : Édith
- Ange Ruzé : Erwan
- Jérôme Kircher : Thierry
- Johan Oderio-Robles
- Tiago Manaïa
- Julien Collet
- Jérémy Sanguinetti
- Marie Bunel
- Fabio Zenoni
- Robert Cantarella

## Musique
- B.O de 17 Fois Cécile Cassard sortie en 2002 par Labels.
- Style : électro-pop-rock
- Titres :

1. 17
2. Many Times (version film)
3. Pretty Killer (version film)
4. Tours
5. Flowers On the Wall
6. Woman In Red
7. Je n'ai pas d'amour, voix Béatrice Dalle
8. Deux. Composé et interprété par Experience
9. Toulouse
10. Cécile Cassard
11. Ferme vite tes paupières
12. Je ne parle pas
13. Lola
14. 24 choses, voix Béatrice Dalle et Romain Duris
15. Accident
16. Many Times (version originale)
17. Pretty Killer (version originale)

## À noter
Le film a été très critiqué pour son esthétisme jugé exagéré et peu réaliste. A l'inverse, plusieurs critiques estiment que ce premier long métrage de Christophe Honoré exprime un art de filmer particulièrement soigné et émouvant. Ainsi le critique Nicolas Bardot voit en ce film "une première réalisation (...) parfaitement maîtrisée, esthétiquement somptueuse, accompagnée d'une bande originale magnifiant le visuel et permettant quelques scènes en état de grâce"
Le film fait référence au film Lola de Jacques Demy :
- Romain Duris reprend la chanson et la danse d'Anouk Aimée dans Lola.
- La réplique Vouloir le bonheur, c'est déjà un peu le bonheur de Tiago à Cécile dans le film, est aussi prononcée dans le film de Demy par le personnage Roland Cassard.

## Distinctions
- 2000 : Primé sur scénario dans le cadre de l'Aide à la Création de la Fondation Gan pour le Cinéma
- Festival de Cannes 2002 : sélection officielle dans la section Un certain regard